# هانس بيشوف
هانس بيشوف (بالألمانية: Hans Bischoff)‏ هو عازف بيانو ألماني، ولد في 17 فبراير 1852، وتوفي في 12 يونيو 1889.

## وصلات خارجية
- هانس بيشوف على موقع ميوزك برينز (الإنجليزية)